# La Villedieu (Charente-Maritime)
La Villedieu ist eine französische Gemeinde mit 203 Einwohnern (Stand: 1. Januar 2022) im Département Charente-Maritime in der Region Nouvelle-Aquitaine (vor 2016: Poitou-Charentes); sie gehört zum Arrondissement Saint-Jean-d’Angély und zum Kanton Matha. Die Einwohner werden Villadéens und Villadéennes genannt.

## Geographie
La Villedieu liegt etwa 67 Kilometer ostsüdöstlich von La Rochelle in der Saintonge. Umgeben wird La Villedieu von den Nachbargemeinden Chizé und Villiers-sur-Chizé im Norden, Ensigné im Nordosten und Osten, Saint-Mandé-sur-Brédoire im Südosten und Süden, Aulnay im Süden sowie Dampierre-sur-Boutonne im Westen.

## Bevölkerungsentwicklung
| Jahr                       | 1962 | 1968 | 1975 | 1982 | 1990 | 1999 | 2006 | 2019 |
| Einwohner                  | 416  | 368  | 320  | 285  | 323  | 264  | 232  | 210  |
| Quellen: Cassini und INSEE |      |      |      |      |      |      |      |      |

## Sehenswürdigkeiten
- Kirche Sainte-Madeleine, 1877/78 erbaut

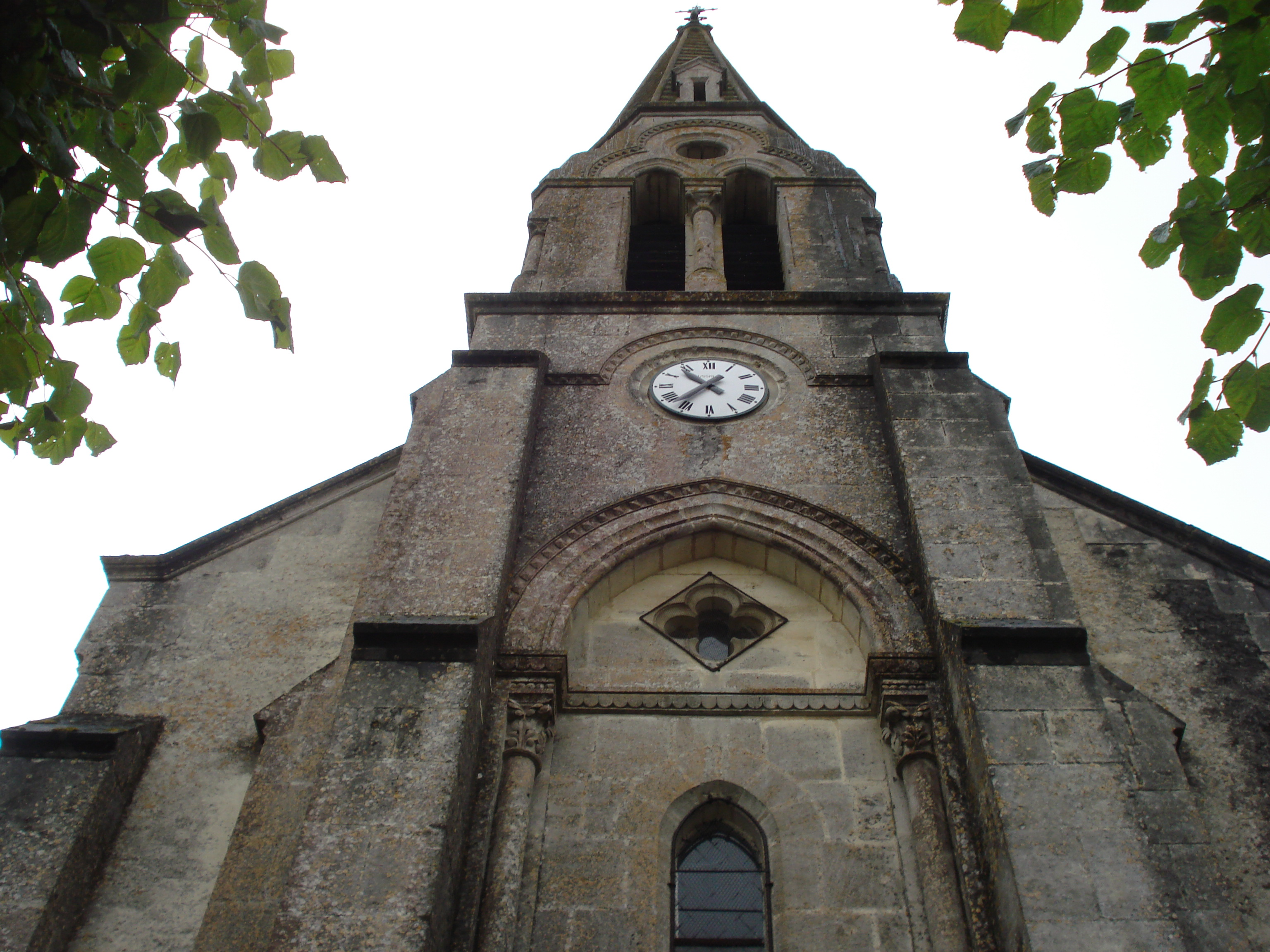
Kirche Sainte-Madeleine